# کارل شولتسه
کارل شولتسه (آلمانی: Karl Schulze؛ زادهٔ ۵ مارس ۱۹۸۸) قایقران روئینگ اهل آلمان است.
وی در مسابقات کشوری و بین‌المللی در مجموع برندهٔ ۳ مدال طلا، ۲ مدال نقره، ۲ مدال برنز شده‌است.